# Stuart Parnaby
Stuart Parnaby (Durham, Inglaterra, 19 de julio de 1982) es un exfutbolista inglés que jugaba como defensa.

## Selección nacional
Fue internacional con la selección de fútbol sub-21 de Inglaterra.

## Clubes
| Club                           | País       | Año       |
| ------------------------------ | ---------- | --------- |
| Middlesbrough F. C.            | Inglaterra | 2000-2007 |
| Halifax Town A. F. C. (cedido) | Inglaterra | 2000      |
| Birmingham City F. C.          | Inglaterra | 2007-2011 |
| Middlesbrough F. C.            | Inglaterra | 2012-2014 |
| Hartlepool United F. C.        | Inglaterra | 2014-2015 |

## Palmarés

### Títulos nacionales
| Título                        | Club                  | País       | Año  |
| ----------------------------- | --------------------- | ---------- | ---- |
| Copa de la Liga de Inglaterra | Birmingham City F. C. | Inglaterra | 2011 |